# Relation de Hasse–Davenport
Les relations Hasse-Davenport, introduites par Davenport et Hasse (1935), sont deux identités liées aux sommes de Gauss, l'une de relèvement et l'autre de produit. La relation de relèvement de Hasse-Davenport est une égalité en théorie des nombres reliant les sommes de Gauss sur différents corps. Weil (1949) les utilisa pour calculer la fonction zêta d'une hypersurface de Fermat sur un corps fini, ce qui a motivé les conjectures de Weil.
Les sommes de Gauss sont des analogues de la fonction gamma sur des corps finis, et la relation produit de Hasse-Davenport est l'analogue de la formule de multiplication de Gauss
{\displaystyle \Gamma (z)\;\Gamma \left(z+{\frac {1}{k}}\right)\;\Gamma \left(z+{\frac {2}{k}}\right)\cdots \Gamma \left(z+{\frac {k-1}{k}}\right)=(2\pi )^{\frac {k-1}{2}}\;k^{1/2-kz}\;\Gamma (kz).\,\!}
En fait, la relation de produit de Hasse-Davenport découle de la formule de multiplication analogue pour les fonctions gamma p-adiques ainsi que de la formule de Gross-Koblitz & Koblitz (1979) .

## Relation de redressement de Hasse-Davenport
Soit F un corps fini à q éléments, et F s le corps tel que [Fs : F ] = s, c'est-à-dire que s est la dimension de l'espace vectoriel F s sur F.
Soit {\displaystyle \alpha } un élément de {\displaystyle F_{s}}, et {\displaystyle \chi } un caractère multiplicatif de F.
Soit {\displaystyle N_{F_{s}/F}(\alpha )} la norme de {\displaystyle F_{s}} sur {\displaystyle F} définie par
{\displaystyle N_{F_{s}/F}(\alpha ):=\alpha \cdot \alpha ^{q}\cdots \alpha ^{q^{s-1}}.\,}
Soit {\displaystyle \chi '} le caractère multiplicatif sur {\displaystyle F_{s}} qui est la composition de {\displaystyle \chi } avec la norme de F s sur F, c'est-à-dire
{\displaystyle \chi '(\alpha ):=\chi (N_{F_{s}/F}(\alpha ))}
Soient enfin ψ un caractère additif non trivial de F, et {\displaystyle \psi '} le caractère additif {\displaystyle F_{s}} qui est la composition de {\displaystyle \psi } avec la trace de F s sur F, c'est-à-dire
{\displaystyle \psi '(\alpha ):=\psi (Tr_{F_{s}/F}(\alpha ))}
et
{\displaystyle \tau (\chi ,\psi )=\sum _{x\in F}\chi (x)\psi (x)}
la somme de Gauss sur F, et soit {\displaystyle \tau (\chi ',\psi ')} la somme de Gauss sur {\displaystyle F_{s}}.
La relation de redressement de Hasse-Davenport montre que
{\displaystyle (-1)^{s}\cdot \tau (\chi ,\psi )^{s}=-\tau (\chi ',\psi ').}

## Relation produit de Hasse-Davenport
La relation de produit Hasse-Davenport stipule que
{\displaystyle \prod _{a{\bmod {m}}}\tau (\chi \rho ^{a},\psi )=-\chi ^{-m}(m)\tau (\chi ^{m},\psi )\prod _{a{\bmod {m}}}\tau (\rho ^{a},\psi )}
où ρ est un caractère multiplicatif d'ordre m divisant q –1 et χ est un caractère multiplicatif et ψ est un caractère additif non trivial.